# تیپ اسپورت
تیپ اسپورت (انگلیسی: Tipsport Arena) سالن ورزش‌های داخلی واقع در لیبرتس، جمهوری چک، است. ظرفیت این سالن ۹۰۰۰ نفر است و در سال ۲۰۰۵ ساخته شده است.